# Поллок, Эй Джей
Аллен Лоренц «Эй Джей» Поллок (англ. Allen Lorenz «A. J.» Pollock, 5 декабря 1987, Хеброн) — американский бейсболист, аутфилдер клуба Главной лиги бейсбола «Лос-Анджелес Доджерс». Серебряный призёр Панамериканских игр 2011 года. Обладатель Золотой перчатки по итогам 2015 года. Участник Матча всех звёзд МЛБ 2015 года. Победитель Мировой серии 2020 года.

## Биография

### Ранние годы
Поллок родился и вырос в Коннектикуте. С детства, благодаря своему отцу Элу, является болельщиком «Нью-Ингленд Пэтриотс», стадион которых находился недалеко от дома. Он учился в старшей школе RHAM в Хеброне, играл за школьные команды по бейсболу, баскетболу и американскому футболу. В выпускном классе, в 2006 году, был признан лучшим игроком штата.
После школы Поллок поступил в Университет Нотр-Дам. Играл в чемпионате NCAA в состав «Нотр-Дам Файтин Айриш» на позициях аутфилдера и игрока третьей базы. По итогам первого сезона вошёл в символическую сборную чемпионата. В 2009 году входил в число самых перспективных молодых игроков по версии Baseball America. Летом того же года играл в студенческой лиге Кейп-Кода за «Фалмут Коммодорс». На драфте МЛБ 2009 года Эй Джей был выбран в первом раунде «Аризоной Даймондбэкс».
Весной 2010 года он получил приглашение на весенние сборы команды. В одном из матчей, пытаясь поймать мяч, Поллок получил травму локтя, из-за которой пропустил сезон. После восстановления в 2011 году он выступал в «Мобил-Бэй Бэрз» в AA-лиге. В октябре в составе сборной США Поллок стал серебряным призёром Панамериканских игр. Сезон 2012 году Эй Джей начал в AAA-лиге в составе «Рино Эйсиз».
18 апреля 2012 года тренерский штаб команды вызвал его в основной состав. В тот же день Поллок дебютировал в МЛБ, выйдя на замену вместо Джастина Аптона. В дебютном сезоне сыграл за клуб в 31 матче. В 2013 году он закрепился в составе и выходил на поле в 137 играх регулярного чемпионата.
Летом 2015 года Поллок впервые в карьере получил приглашение на Матч всех звёзд лиги. В феврале 2016 года Эй Джей продлил контракт с командой ещё на два сезона, сумма соглашения составила 10,25 млн долларов. В апреле он снова травмировал локоть и пропустил большую часть сезона, сыграв за команду всего в 12 матчах.
В январе 2019 года Поллок перешёл в «Лос-Анджелес Доджерс», подписав с клубом четырёхлетний контракт на сумму 55 млн долларов.